# Bücker Bü 181
«Бюкер» Bü 181 «Бестманн» (нім. Bücker Bü 181 Bestmann) — німецький навчально-тренувальний літак розробки компанії Bücker Flugzeugbau. Легкий одномоторний моноплан змішаної конструкції з шасі, що не прибирається.

## Історія

### Створення
Bücker Bü 181 був названий «Бестманн» згідно до німецького морського терміну, яким позначають члена палубної команди на каботажних або рибальських суднах. Прототип Bü 181 (D-ERBV) здійснив свій перший політ у лютому 1939 року з головним пілотом Артуром Беніцем за штурвалом. Після ретельних робіт та офіційних льотних випробувань, проведених Імперським міністерством авіації (RLM), Bü 181 був номінований як основний навчально-тренувальний літак для Люфтваффе. Серійне виробництво Bü 181 розпочалось у 1940 році. Виробничі типи були позначені від B до C з невеликими відмінностями між ними, і оснащувалися двигунами Hirth HM 500 A або B.

### Конструкція
Літак Bü 181 був одномоторним низькопланом з фіксованим шасі, роздільним закрилком, подвійним управлінням і двома регульованими сидіннями, розташованими поруч. Кабінна частина фюзеляжу мала трубчасту сталеву каркасну конструкцію, тоді як задня частина фюзеляжу мала дерев'яну обшивку. Крило і хвостове оперення також мали дерев'яну обшивку. Всі рулі, елеватори і елерони мали дерев'яні ребра і були обтягнуті тканиною. Закрилки були металевими на екземплярах типу B і дерев'яними на типі C. Bü 181 Bestmann оснащувався чотирициліндровим поршневим двигуном Hirth HM 500A або B потужністю 78 кВт (105 к.с.). Літак призначався для тренувальних польотів, прогулянкових польотів і виконання фігур вищого пілотажу. Його міцність відповідала 5-й групі навантаження з обмеженим навантаженням (один пасажир) та 4-й групі навантаження з повним завантаженням.

### Виробництво
Завод Bücker у Рангсдорфі побудував більшість літаків Bü 181, але через попит був змушений надати ліцензію на виробництво цього надзвичайно популярного літака нідерландській компанії Fokker, яка згодом побудувала 373 літаки цього типу для Люфтваффе, всі з яких були поставлені до кінця 1943 року. Виробництво як Bü 181B, так і дещо модифікованого Bü 181C було розпочато компанією Fokker в Амстердамі в 1942 році, а загальний обсяг виробництва за воєнний час становив 708 літаків.
Як навчальний літак перебував на озброєнні в Німеччині та Швеції з 1940 р., у Болгарії — з 1942 р. У березні 1945 р. розпочалося переобладнання раніше побудованих літаків на винищувачі танків з озброєнням із чотирьох реактивних протитанкових гранатометів. Усього модифіковано близько 50 екз. Екіпаж — 2 чол. (у ролі штурмовика — 1 чол.). З березня 1945 р. готувалися три ескадрильї легких штурмовиків, у бойових діях узяла участь тільки одна. У квітні вона діяла проти радянських танків під Рінгінгеном і на підступах до Берліна. У Німеччині виробництво припинили в 1945 р.
Bü 181 також будувався на заводі Zlin Aviation Works у Зліні, в Протектораті Богемії та Моравії, і після виведення німецьких військ виробництво продовжилося після війни на тому ж Злінському авіаційному заводі; тепер він позначався як C.6 і C.106 для чехословацьких ПС і як Zlín Z.281 і Z.381 у різних версіях для цивільного використання. Загалом було побудовано 783 літаки. Між 1943 і 1945 роками шведська компанія Hägglund & Söner AB побудувала 120 Bü 181 за ліцензією зі шведським військовим позначенням Sk 25.
У 1950-х роках єгипетський авіабудівний завод «Геліополіс» придбав чехословацьку ліцензію на виробництво літака Zlin Z.381 з двигуном Walter Minor потужністю 105 к.с. (78 кВт). Він вироблявся для єгипетських Повітряних сил під назвою Heliopolis Gomhouria (що означає «Республіка»), а наступні версії постачалися до повітряних сил інших арабських країн. Було побудовано щонайменше 300 «Гомхурій». Загалом було побудовано 3400 літаків, але до наших днів збереглися лише кілька з них.

## Модифікації
- Bu 181V — перший прототип літака
- Bü 181 B-0 — передсерійний екземпляр літака
- Bü 181 B-1 — зразок літака, оснащеного двигуном Hirth HM 500A потужністю 105 к.с.
- Bü 181 B-2 — дослідний зразок літака
- Bü 181 B-3 — версія літака для нічних атак, виготовлена з переобладнаних B-1 та C-1 з покращеними приладами, прицілами Revi та трьома бомбовими стійками ETC 50. Бомбове навантаження: три бомби SC50, три SD50, три SD70 або три AB70. Максимальне бомбове навантаження 210 кілограмів
- Bü 181 C-1 — варіант з підвищеною дальністю польоту та двигуном Hirth HM 500B
- Bü 181 C-2 — модифікація літака з обмеженою кількістю приладів
- Bü 181 C-3 — модифіковані версії B-2 або C-2, переоснащені для виконання протитанкових завдань, несли чотири крилаті протитанкові гранатомети Panzerfaust 100 попарно, по два на кожному крилі.

## Країни-оператори
Алжир
- Повітряні сили Алжиру

 Третє Болгарське царство
- Повітряні сили Болгарії

 Єгипет
- Королівські ПС Єгипту

 Йорданія
- Королівські ПС Йорданії

 Лівія
- ПС Лівії

 Третій Рейх
- Люфтваффе

 Марокко
- Королівські ПС Марокко

 Польща
- ПС Польщі

 Румунське королівство
- Королівські повітряні сили Румунії

 Перша словацька республіка
- Повітряні сили Словаччини

 Сомалі
- Повітряні сили Сомалі

 Судан
- Повітряні сили Судану

 Королівство Угорщини (1920–46)
- Королівські повітряні сили Угорщини

 Хорватія
- Повітряні сили Незалежної Держави Хорватія

 Чехословаччина
- Повітряні сили Чехословаччини

 Швейцарія
- Повітряні сили Швейцарії

 Швеція
- Повітряні сили Швеції

 СФРЮ
- Повітряні сили Югославії

## Однотипні літаки за епохою, призначенням
| - Arado Ar 79 - Arado Ar 96 - Gotha Go 149 - Focke-Wulf Fw 58 Weihe - Klemm Kl 35 - Miles Magister | - Miles Master - Nardi FN.305 - Nardi FN.315 - SAIMAN 202 - Koolhoven F.K.56 - PWS-33 Wyżeł | - IAR-22 - IAR 27 - Cessna AT-17 Bobcat - Seversky SEV-3 - Fleetwings BT-12 Sophomore - УТ-1 | - УТ-2 - Hanriot H.230 - Caudron C.690 - Zlín Z-XII - Rogožarski Brucoš - Tachikawa Ki-54 | - Tachikawa Ki-55 - Mansyu Ki-79 |